# Leigh Nash
Leigh Bingham Nash (New Braunfels, Texas; 27 de junio de 1976) es una cantante-compositora estadounidense. Es la vocalista de la banda de rock Sixpence None the Richer y es también miembro de Fauxliage y Movement Nashville. Su álbum debut en solitario, Blue on Blue, se lanzó el 15 de agosto de 2006.
Actualmente es también profesora de técnica vocal en "Brett Manning Studios".

## Discografía

### Álbumes como Solista
| Año  | Álbum                                                                                                  | Sencillos                                                                                                  |
| ---- | --- | --- |
| 2006 | Blue on Blue - Fecha de Lanzamiento: 15 de agosto de 2006 - Discográfica: One Son Records              | - "My Idea Of Heaven" - "Ocean Size Love" (lanzamiento promocional) - "Blue Sky" (sólo promoción en Japón) |
| 2006 | Wishing For This - Fecha de Lanzamiento: 14 de noviembre de 2006 - Discográfica: One Son Records       | - "Baby, It's Cold Outside" (con Gabe Dixon y Frank Loesser)                                               |
| 2007 | Fauxliage (con Delerium) - Fecha de Lanzamiento: 14 de agosto de 2007 - Discográfica: Nettwerk Records | - "Let It Go" - "All the World"                                                                            |
| 2011 | Hymns and Sacred Songs - Fecha de Lanzamiento: 15 de noviembre de 2011 - Discográfica: EMI             | - "Give Myself To You" - "Saviour Like A Shepherd Lead Us (Blessed Jesus)"                                 |

### Álbumes con Sixpence None the Richer
- 1994 The Fatherless & the Widow
- 1995 This Beautiful Mess
- 1997 Sixpence None the Richer
- 2002 Divine Discontent
- 2008 The Dawn of Grace
- 2012 Lost In Transition